# Stomorhina deceptor
Stomorhina deceptor är en tvåvingeart som först beskrevs av Charles Howard Curran 1927.  Stomorhina deceptor ingår i släktet Stomorhina och familjen Rhiniidae.
Artens utbredningsområde är Kongo. Inga underarter finns listade i Catalogue of Life.